# 南部襄吉
南部 襄吉（なんぶ じょうきち、1888年（明治22年）2月1日 - 1975年（昭和50年）3月28日）は、大日本帝国陸軍軍人。最終階級は陸軍中将。功四級。

## 経歴
1888年（明治22年）に東京府で生まれた。陸軍士官学校第21期卒業。1936年（昭和11年）3月28日に独立守備歩兵第15大隊長に就任し、12月1日に陸軍歩兵大佐に進級し、1937年（昭和12年）8月に陸軍予科士官学校生徒隊長に転じた。1938年（昭和13年）7月に歩兵第20連隊長（第2軍・第16師団）に就任し、武漢攻略戦に出動。
1939年（昭和14年）8月1日に陸軍少将進級と同時に奉天陸軍予備士官学校長に着任。1940年（昭和15年）12月に独立混成第12旅団長（第13軍）に転じ、中国戦線に復帰。揚州、高郵周辺の警備に任じ、蘇北作戦、塩城作戦などに参加し、李長江の指揮下にある5万の大軍を投降させる大戦果を上げた。1943年（昭和18年）6月10日に陸軍中将に進級と同時に西部軍司令部附となり、7月4日に予備役に編入された。1944年（昭和19年）7月18日に召集され、前橋陸軍予備士官学校長に就任した。
1947年（昭和22年）11月28日、公職追放仮指定を受けた。